# Psyllaphorura
Genre
Psyllaphorura est un genre de collemboles de la famille des Onychiuridae.

## Distribution
Les espèces de ce genre se rencontrent en zone holarctique.

## Liste des espèces
Selon Checklist of the Collembola of the World (version du 24 septembre 2019) :
- Psyllaphorura bashkirica (Khanislamova, 1986)
- Psyllaphorura jiangsuensis Yan, Huang & Chen, 2007
- Psyllaphorura martynovae (Stebaeva, 1985)
- Psyllaphorura obesa (Mills, 1934)
- Psyllaphorura okafujii (Yosii, 1967)
- Psyllaphorura olga Babenko & Fjellberg, 2016
- Psyllaphorura raoheensis Sun & Wu, 2011
- Psyllaphorura ryozoyoshii Weiner & Najt, 2000
- Psyllaphorura sensillifera (Martynova, 1981)
- Psyllaphorura uenoi (Yosii, 1954)

## Publication originale
- Bagnall, 1948 : Contributions toward a knowledge of the Onychiuridae (Collembola-Onychiuroidea). I-IV. Annals and Magazine of Natural History, sér. 11, vol. 14, p. 631-642.